# Lewiston (Nebraska)
Lewiston és una població dels Estats Units a l'estat de Nebraska. Segons el cens del 2000 tenia 86 habitants.

## Demografia
Segons el cens del 2000, Lewiston tenia 86 habitants, 33 habitatges, i 22 famílies. La densitat de població era de 276,7 habitants per km².
Dels 33 habitatges en un 36,4% hi vivien nens de menys de 18 anys, en un 57,6% hi vivien parelles casades, en un 3% dones solteres, i en un 33,3% no eren unitats familiars. En el 33,3% dels habitatges hi vivien persones soles el 15,2% de les quals corresponia a persones de 65 anys o més que vivien soles. El nombre mitjà de persones vivint en cada habitatge era de 2,61 i el nombre mitjà de persones que vivien en cada família era de 3,41.
Per edats la població es repartia de la següent manera: un 33,7% tenia menys de 18 anys, un 5,8% entre 18 i 24, un 24,4% entre 25 i 44, un 22,1% de 45 a 60 i un 14% 65 anys o més.
L'edat mediana era de 35 anys. Per cada 100 dones de 18 o més anys hi havia 103,6 homes.
La renda mediana per habitatge era de 35.000 $ i la renda mediana per família de 35.000 $. Els homes tenien una renda mediana de 27.813 $ mentre que les dones 28.438 $. La renda per capita de la població era de 12.871 $. Cap de les famílies i el 2,2% de la població estaven per davall del llindar de pobresa.

## Poblacions més properes
El següent diagrama mostra les poblacions més properes.